# Acrocephalus kerearako
Acrocephalus kerearako е вид птица от семейство Acrocephalidae. Видът е почти застрашен от изчезване.

## Разпространение
Разпространен е на островите Кук.